# Protestations durant l'hymne américain

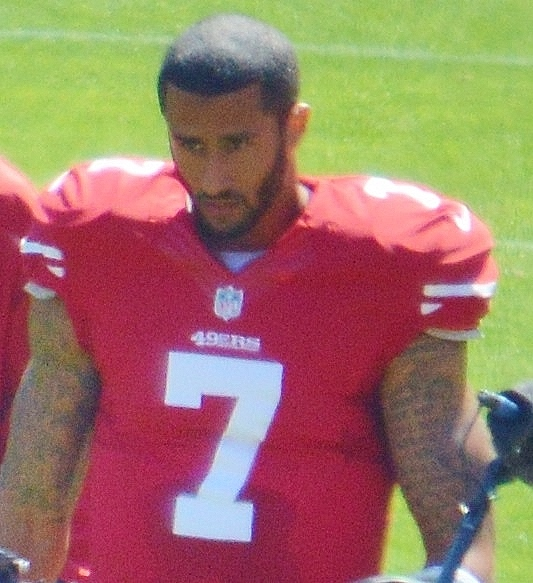
Le footballeur américain Colin Kaepernick en 2013.

Les protestations organisées durant l'hymne américain est un mouvement de contestation de certains athlètes américains pour dénoncer la brutalité policière et le racisme aux États-Unis. En septembre 2016, Colin Kaepernick, alors joueur des 49ers de San Francisco en NFL, met un genou au sol durant l'hymne américain. Son geste, va alors prendre une ampleur médiatique et symbolique majeure. Le geste de Colin reste encore perçu comme un symbole de la lutte contre le racisme notamment à travers le mouvement Black Lives Matter.

## Le geste de Colin Kaepernick en 2016
Le geste est d'abord entrepris en réactions aux violences policières frappant principalement les Noirs américains avec le geste du footballeur américain de NFL des 49ers de San Francisco Colin Kaepernick qui met un genou à terre durant le chant du Star-Spangled Banner. Le geste est abondamment commenté d'une part par ceux qui saluent son courage et ceux qui fustigent un geste antipatriotique,. Son geste est imité, sous diverses formes de protestation silencieuse, par quelques autres sportifs.
Le geste devient un symbole bien au delà de Colin Kaepernick notamment dans d'autres sports. Le 4 septembre 2016, Megan Rapinoe, la joueuse de football boycotte l'hymne américain avant les matches, en soutien au joueur de football américain Colin Kaepernick qui proteste ainsi contre les violences policières à l'égard des Afro-Américains.

## La couverture des évènements par les médias américains
La couverture médiatique entourant le geste de Colin Kaepernick, de poser un genou au sol durant l’ hymne national américain a représenté un élément phare de la polémique. À l’occasion des deux premières rencontres préparatoires, le footballeur a opté pour s’asseoir sur le banc des joueurs, au lieu de se lever, comme le veut la tradition. Personne ne s’en est rendu compte. Cependant, lorsqu’il s’est de nouveau assis, dans la troisième partie préparatoire, une photographie a fait surface de son geste, sur le réseau social X (Twitter à l’époque). La position politique du quart-arrière vedette est claire, il ne se lèvera pas pour «un pays qui oppresse les gens de couleur noir et les gens de couleurs». Les analyses de la couverture médiatique entourant Colin Kaepernick ont montré qu’en première instance, les médias se concentraient bien plus sur le geste, au lieu de la signification du geste. Les quotidiens américains ont couvert la nouvelle sous un angle qui ne représentait pas l’idéologie du joueur des 49ers. Les médias se sont davantage penchés sur des questions comme le non-respect du drapeau américain, ou même l’insulte que le geste avait été pour les forces armées américaine.
Une étude de Steph Doehler (2021), qui portait sur le cadrage médiatique de Colin Kaepernick, a déterminé qu’il y avait eu, en 2016, quatre principales manières de traiter l’information au niveau national : l’action et non le problème, le militaire, patriotisme contre liberté d’expression, l’indignation morale envers une action discrète. L’analyse des reportages des médias nationaux dans la recherche a pu montrer que le traitement de l’information fait en 2016, a pu détourner la discussion, de la signification à la protestation. En effet, si on prend l’exemple du Washington Post, un des médias d’information les plus importants des États-Unis, on obtient des résultats qui corrèlent avec l’affirmation de Steph Doehler (2021) : 42% des textes nous présentaient l’action et non le problème, 34% des textes nous parlaient des forces armées, 38% des textes présentaient une opposition entre le patriotisme et la liberté d’expression, et 33% des textes présentaient le thème de l’indignation morale envers une action discrète. 

## Rebond de la polémique en 2017
La polémique rebondit quand le nouveau président américain Donald Trump s'en prend lors d'un meeting à Huntsville (Alabama), au geste de Colin Kaepernick, devenu entre-temps sans club, en déclarant qu'il devrait être « viré » et étant un « fils de pute ». En réaction, dans un contexte déjà tendu après les propos du président américain sur les manifestations de Charlottesville et la non-invitation des champions NBA à la Maison-Blanche, 200 joueurs de NFL s'assoient ou mettent un genou à terre le 24 septembre 2017.
La ligue américaine de basket-ball NBA — dont la saison doit débuter le 17 octobre et dont plusieurs joueurs et entraîneurs stars comme LeBron James, Kevin Durant, Steve Kerr ou Gregg Popovich se sont exprimés contre les violences policières ou les positions de Donald Trump — a demandé à ses joueurs de ne pas s'agenouiller pendant l'hymne américain, notamment afin d'éviter des sanctions isolées de certains propriétaires d'équipes, mais les a invité à s'exprimer publiquement avant la rencontre. Lors des Finales WNBA, les joueuses des Sparks de Los Angeles sont rentrées aux vestiaires pendant l'hymne américain. Ce geste est exécuté avec l'accord de la présidente de la ligue Lisa Borders, qui a indiqué qu'elle ne s'opposerait pas à ce que cette équipe championne en titre ne se rende pas à la Maison-Blanche.
Lors d'un concert à New York, Stevie Wonder met un genou à terre et Jay-Z dédie un morceau à Colin Kaepernick.

## Les réactions politiques et sociales
Les propos du 45ème président américain Donald Trump n’ont pas laissé indifférents autant la communauté sportive que la communauté politique américaine. Deux semaines après le discours, à Huntsville, en Alabama, le Vice-président Mike Pence, a quitté une rencontre opposant les Colts d’Indianapolis aux 49ers, après que de nombreux joueurs aient posé un genou au sol durant l’hymne national. Après la partie, Eric Reid, un proche de Colin Kaepernick (il a introduit Kaepernick lorsqu’il a reçu un prix d’Amnistie Internationale, en avril 2018) jouant encore pour San Francisco à l’époque, a affirmé qu’il s’agissait d’un geste calculé de relations publiques. Un sondage de IPSOS/REUTERS a été organisés pour savoir quelle opinion les Américains avaient sur l’agenouillement durant l’hymne nationale. 57% des adultes étaient d’avis que la NFL ne devrait pas renvoyer ses joueurs qui pose le genou au sol. Cependant on peut constater une grande disparité partisane, lorsqu’on analyse les résultats entre les partisans du parti Démocrate, et ceux du parti Républicain. 82% des démocrates croient qu’il ne faut pas les renvoyer, contre seulement 29% de républicains. Ces résultats montrent l’écart politique entre les deux grands partis américains sur la question. En 2018, Colin Kaepernick a narré une publicité, maintenant célèbre, du géant de l’habillement sportif, NIKE. Le président des États-Unis a de nouveau ajouté son grain de sel, en indiquant qu’il ne trouvait pas cela approprié que la compagnie choisisse le quart-arrière pour être le narrateur. Le sénateur républicain du Texas, Ted Cruz, a dit que Nike « n’était pas du bon côté du peuple américain ». Le président américain a de nouveau voulu se faire entendre à ce moment, notamment un disant que Nike se fait « absolument tuer par de la colère et un boycott ».
Depuis 2016, Colin Kaepernick n’a pas joué un seul essai dans la NFL. Il a poursuivi la ligue, accusant celle-ci de collusion à son endroit, pour ne pas lui permettre de jouer dans la meilleure ligue de Football américain au monde. En 2019, un accord entre Kaepernick et la NFL a été trouvé. Plusieurs joueurs de la NFL ont félicité le joueur, pour notamment avoir été capable de se faire dédommager ce qu’il aurait pu gagner s’il n’avait pas mis son genou au sol. Cependant, plusieurs, dont Damon Harrison, ont exprimé être déçus de ne pas avoir pu savoir la vérité sur l’histoire de collusion.

## Symbole des protestations
Le geste est alors repris lors des manifestations et émeutes de mai-juin 2020 aux États-Unis à la suite de la mort de George Floyd.

## Gestes antérieurs

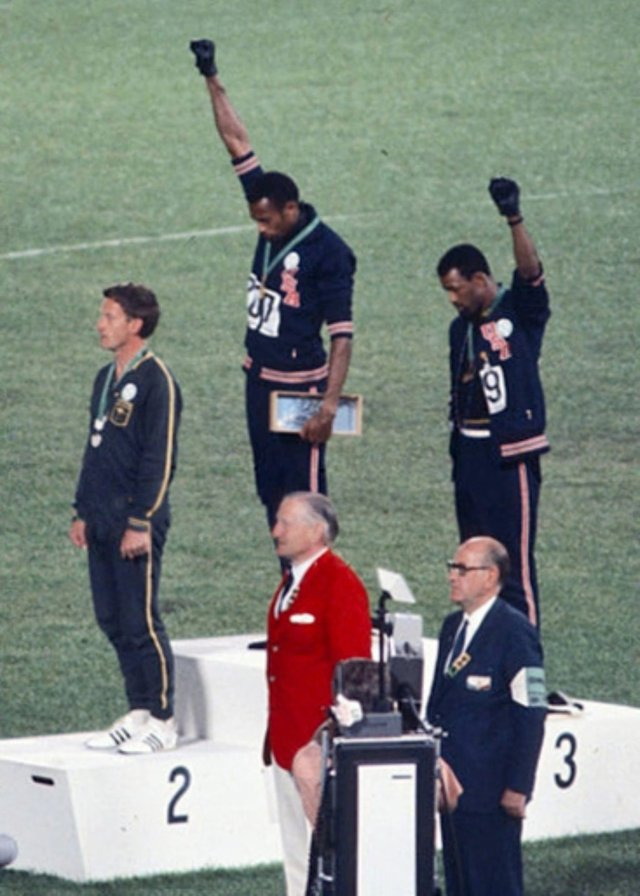
Le podium olympique de 1968.

Le geste de protestation de Colin Kaepernick rappelle les mains gantées de noir levées de Tommie Smith et John Carlos aux Jeux olympiques d'été de 1968. Ces derniers apportent en 2016 leur soutien à Kaepernick. L'historien québécois Laurent Turcot, spécialiste des loisirs et des sports, reconnaît également cette filiation avec le geste de 1968. Il ajoute également qu'il y voit un « détournement » de l'agenouillement classique lors de l'hymne officiel, vis-à-vis du pouvoir politique.